# Rokas Pukštas
Rokas Pukštas (Stillwater, 25. kolovoza 2004.), američki je nogometaš litavskog porijekla. Trenutačno nastupa za hrvatski klub Hajduk Split. Uglavnom igra na poziciji srednjeg veznog.

## Osobni život
Pukštas je rođen u Stillwateru, u Oklahomi, u obitelji litavskih sportaša. Njegov otac, Mindaugas Pukštas, bio je litavski maratonac koji je osvojio 74. mjesto u svojoj disciplini na ljetnim OI 2004.